# Saints Row: The Third
Saints Row: The Third je videohra s otevřeným světem, která byla vydána v roce 2011 společností THQ. Je to již třetí hra v sérii Saints Row. Stejně jako v předchozích dílech se hráč stává součástí hry a postavy, která je hlavním členem v gangu, který chce ovládnout město. Vývoj hry byl zahájen v roce 2008. Na vývoji se podílelo více než 100 programátorů. Hra byla vydána 15. listopadu 2011. Po vydání hra získala kladný ohlas a tak krátce na to byly vytvořeny překlady do více jazyků. Je určena pro platformy Microsoft Windows, PlayStation 3, Xbox 360 a Linux.

## Hratelnost
Jedná se o akční adventuru z pohledu třetí osoby. Hlavní styl hry připomíná Grand Theft Auto, ale v této hře je mnoho dalších prvků. Mezi ně patří více možností likvidace osob, více rozhodování o tom, jakým směrem se bude dále příběh odvíjet. Hra také nabízí vytvoření postavy podle hráčových představ, od výšky, volby a změny pohlaví, až po velikost ňader. Součástí hry jsou i sexuální prvky či užívání vulgarismů. Hra obsahuje trojité město, podobně jako ve hře Grand Theft Auto a také zbraně jako klasický Desert Eagle, až po raketomet. Co se týče vozidel, hra je vybavena motorkami, loděmi, auty, vrtulníky a dokonce i létajícím koštětem (jako například Nimbus 3000, známý z románu Harry Potter). Cílem hry je ovládnout město a zabít vůdce nepřátelského gangu. Hráč má možnost obchodovat, kupovat domy (obchody), tím získává moc a později i nadvládu.
Ve hře existuje řada možností jak získat respekt a peníze, které lze dále využít. Za peníze je možno vylepšovat postavu, podle úrovně se otevírají nové možnosti. Vyšší level se získává za pomoci respektu. Peníze si hráč opatřuje plněním misí a také příjmem ze zakoupených budov, respekt pak například šílenou jízdou v protisměru, skokem s padákem na předem určené místo a hlavně plněním misí, jak vedlejších tak i příběhových.
Hráči ve hře mají možnost kooperace a hry ve čtyřech (tzv. multiplayer).

## Děj
Energetický drink, který byl vytvořen v Saints Row 2, se stal hitem ve světě, proto se gang Saints Row rozhodl, že mu zvětší propagaci. Podplatil policii a falešně chtěl vyloupit banku. Jenže policie nečekaně začala střílet a skončilo to zatčením gangu. Obrátí se tedy na majitele banky (syndikát) a žádá vysvětlení. Dozví se, že to bylo udělané záměrně a za stažení obžaloby chtějí 60 % zisku. S tím byl vyjádřen nesouhlas. Po přistání letadla chtějí svatí ovládnout město. Jak mezi gangy různě propukají války, do města přijíždí najatý vojenský tým STAG, který má všemu zamezit. Nakonec STAG místo pomoci městu škodí. Svatí nakonec bojují nejen proti syndikátu, ale i o záchranu města před týmem STAG. V závěrečné misi se hráč musí rozhodnout zda zachrání město a dostane pryč STAG a pustí vůdce syndikátu, nebo zda zničí vůdce syndikátu a tím město ovládne STAG.

## Postavy
Hráč je součástí gangu zvaného „Svatí“ (Saints).
- Johnny Gat je druhý nejvyšší velitel Svatých a jejich nejstarším členem.
- Shaundi se stala tváří Svatých a dělá ze sebe celebritu, neboť Svatí jsou známí díky svému pití. Stala se odhodlanější a agresivní od událostí Saints Row 2. Má nyní svůj vlastní TV pořad a nový vzhled.
- Pierce Washington se stal celebritou, objevil se v reklamě na Saints Flow a v tomto dílu se chce prosadit jako hudební hvězda.
- Josh Birk (Nyte Blayde) je model a herec, který pracuje pro Svaté a má pro ně natočit film, ve kterém by všichni zářili jako hvězdy. Josh Birk doprovází Johnnyho Gata, Shaundi a hráče při bankovní loupeži, spustí alarm a kvůli tomu přijedou policisté.
- Oleg Kirlov je postava, s kterou budete skoro pořád bojovat. Gang Syndicate z něj totiž udělal klony. Po svém propuštění ze Syndicate se přidá ke Svatým.
- Angel De La Muerte je mexický zápasník, který se připojí k Svatým poté, co mu pomůžete zbavit se Killbanea, který ho chtěl zabít. Zpočátku to byl nejlepší zápasník, ale Killbane ho jednou porazil a sundal mu masku. Byla to pro něj nevýslovná potupa. Na výsluní se vrací poté, co porazíte Killbanea a sundáte mu masku.
- Kinzie Kensington je bývalá agentka FBI. Jelikož stále chce pomáhat městu, tak se přidala ke Svatým. Je to počítačová expertka, která prolomí všechny sítě.
- Zimos je nejstarší pasák ve hře. Má poškozené hlasivky, takže používá mikrofon.

Syndicate je společnost složená ze tří gangů, které okupují město Steelport. Morningstar jsou největší ze tří gangů, které tvoří Syndicate. Má na starosti dva z okresů ve Steelportu, Downtown a New Colvin, ve kterém dobře vydělává prostituce.
- Phillipe Loren je vůdce Morningstaru. Je to Belgičan, který je zamilovaný do svých dvou spolupracovnic Violy a Kiki. Je inteligentní, silný a ve městě známý.
- Viola DeWynter je temperamentní a vášnivá, má sestru Kiki. Tyto dvě sestry jsou jako druhé ve vedení u Morningstaru.
- Kiki DeWynter je Violina sestra. Jsou vlastně totožné.

Luchadores jsou také ze společnosti Syndicate a jsou vedeni Killbanem. Tenhle gang má na starosti okres Carver Island, kde provozují prodej zbraní.
- Eddie „Killbane“ Pryor je vůdce Luchadores a hlavní záporná postava.

Tito Dekeři jsou třetí ze společnosti Syndicate. Specializují se na kybernetické války a jsou vedeni Mattem Millerem. Mají na starosti okres Stanfield, kde vlastní řadu podniků. Členové gangu jsou britští mladíci, na sobě mají černé oblečení s neonově modrými pruhy.
- Matt Miller je 16letý vůdce Dekeru a geniální hacker původem s Velké Británie. Jeho úhlavní nepřítel je Kinzie Kensington.

STAG je velmi dobře financovaná firma, která je placena za odstranění války gangů. Má ohromnou vojenskou sílu. Je vedena Cyrusem Templem a je povolána do Steelportu poté, co Killbane a jeho Luchadores zničili na pohřbu Richarda Hughese most.
- Cyrus Temple je velitel STAGu.
- Kia je záložní velitel po Cyrusu Templeovi.

## Stahovatelný obsah
- Genkibowl VII – extra mise s profesorem Genki.
- Gangstas In Space – extra mise s filmovým studiem.
- The Trouble With Clones – extra mise s mlácením a ničením.
- Nyte Blayde Pack – hráč dostane navíc motorku a speciální auto.

### Ostatní balíčky
- Invincible Pack – hráč může používat hacky.
- Shark Attack Pack – hráč dostane speciální zbraň.
- Explosive Combat Pack – hráč dostane speciální zbraň.
- Z-Style Pack – hráč dostane oblečky navíc.
- Warrior Pack – hráč dostane oblečky navíc.
- CheapyD – hráč dostane další skiny pro postavu navíc.
- Valve Clothing Pack – hráč dostane do hry skiny ze hry Team Fortress 2
- Funtime Pack – hráč dostane profesora genkiho auto a zbraň
- Money Shot Pack – hráč dostane speciální auto
- Blood Sucker Pack – hráč dostane speciální schopnost
- Special Ops Vehicle Pack – nová auta do garáže
- Steelport Gangs Pack – nové skiny do šatníku
- Penthouse Pack – nové skiny do gangu
- Genki Girl Pack – nové skiny do gangu, nová auta do garáže
- Witches and Wieners – hráč dostane (Nimbus 3000)
- Horror Pack – hráč dostane do šatníku další oblečení
- Unlockable Pack – hráč otevře rozšíření konce příběhu

## Přijetí
| Udělil       | Skóre |
| ------------ | ----- |
| Bonusweb.cz  | 80 %  |
| Games.cz     | 8/10  |
| Hrej.cz      | 8/10  |
| Eurogamer.cz | 6/10  |